# Venere privata
Venere privata è un romanzo poliziesco di Giorgio Scerbanenco pubblicato nel 1966, il primo libro della serie incentrata sulla figura dell'investigatore Duca Lamberti.
Dall'opera nel 1970 fu tratto il film Il caso "Venere privata" (Cran d'arrêt) per la regia di Yves Boisset.

## Trama
Durante una passeggiata mattutina a Metanopoli un anziano trova una scarpa con dentro il piede del cadavere di una giovane donna, che viene presto identificata come Alberta Radelli.
Nel frattempo Duca Lamberti, un ex medico radiato dall'Ordine perché colpevole di eutanasia su una paziente in stato terminale e per questo condannato a tre anni di carcere, viene contattato da un suo amico, il commissario Càrrua: questi gli chiede aiuto per disintossicare il figlio di Pietro Auseri, ricco imprenditore industriale, dalla dipendenza dall'alcol. A Duca viene dunque affidato Davide Auseri, robusto ragazzo dall'animo sensibile la cui vita è stata completamente rovinata dall'alcolismo: se anche Duca dovesse fallire, il padre lo farà interdire.
Poco dopo esser stato lasciato nelle mani di Duca, Davide cerca di suicidarsi tagliandosi un polso con una forbicina per unghie. Dopo averlo salvato e medicato, Duca riesce a farsi dire da Davide il motivo del suo bere: si ritiene moralmente colpevole della morte di Alberta Radelli.
Davide racconta a Duca che una mattina aveva dato un passaggio alla ragazza e, dopo averlo convinto ad avere dei rapporti sessuali, lei gli aveva chiesto di portarla via per almeno tre mesi, altrimenti si sarebbe uccisa. Davide, sconcertato dall'insolita richiesta, l'aveva scacciata. Il giorno dopo aveva scoperto che la ragazza era stata trovata morta, e sentendosi colpevole per non averle dato ascolto, si era dato all'alcool. Il ragazzo gli consegna inoltre un piccolo oggetto caduto dalla borsa di Alberta: un caricatore per una pellicola di una minuscola macchina fotografica. 
Duca comprende che per guarire Davide deve liberarlo dal suo tormento, così, notando delle stranezze in tutta la faccenda decide di portare il caricatore da Càrrua. I tecnici della polizia scientifica sviluppano le foto: sono nudi di Alberta Radelli e di un'altra ragazza. Si scopre inoltre che Davide aveva dato ad Alberta cinquantamila lire, ma nella sua borsetta ne sono state trovate solo poco più di diecimila. Càrrua decide di riaprire le indagini sulla morte di Alberta e Duca, chiede di partecipare come perito esterno insieme all'appuntato Mascaranti.
Mascaranti e Duca interrogano la sorella di Alberta, la quale le fa i nomi di due grandi amiche della defunta, Livia Ussaro e una certa Maurilia. Duca riesce a mettersi in contatto con Livia che gli racconta di come lei, Alberta e Maurilia si prostituissero per racimolare qualche soldo. Le tre avevano incontrato un tizio disposto a pagarle per delle fotografie di nudo integrale: lei aveva rifiutato, ma non è certa che le altre due abbiano fatto lo stesso. Successivamente Duca e Mascaranti scoprono che Maurilia è stata trovata morta a Roma nel medesimo periodo di Alberta; quelle che sembravano un suicidio e una disgrazia sembrano sempre di più due omicidi connessi tra loro. Càrrua, Mascaranti e Duca ipotizzano che dietro a questi due omicidi ci sia un'organizzazione a delinquere: Duca propone di organizzare una trappola con una ragazza che faccia da esca, ruolo che propone a Livia Ussaro.
La ragazza, a sua volta affetta da depressione in seguito alla morte delle due amiche, accetta e si fa passare per una prostituta indipendente. Dopo molti giorni di inutili tentativi, un uomo anziano le propone di fare delle foto di nudo. Livia accetta e riesce a far sapere a Duca dove e quando si incontrerà con il fotografo della banda. Livia si presenta all'appuntamento, mentre Duca e Davide si appostano nei pressi del palazzo dello studio del fotografo. Mentre Livia è nuda ed è pronta a farsi fotografare succede un imprevisto: irrompe un altro membro della banda che afferma di aver seguito Livia per tutto il tragitto; nonostante Duca e Mascaranti siano stati abili nel non farsi scoprire, l'uomo sospetta che Livia non sia chi dice di essere. Di fronte al rifiuto da parte della ragazza di confessare, i due uomini iniziano a seviziarla crudelmente incidendole il volto con un coltello.
Duca e Mascaranti riescono a raggiungere e affrontare i due malviventi, che vengono arrestati: gli uomini sono membri di un'organizzazione criminale che commercia in prostitute e foto pornografiche a livello internazionale. Duca viene elogiato da Càrrua, che gli chiede di collaborare alle successive indagini; anche Davide, grazie alle cure di Luca e per aver partecipato attivamente alla risoluzione del caso, guarisce dall'alcolismo. Duca si reca infine in ospedale per trovare Livia, orrendamente sfigurata dai due uomini, e decide di condividere con lei la storia della sua condanna per aver praticato sull’eutanasia.

## Personaggi
- Duca Lamberti: ex medico
- Pietro Auseri: ingegnere ed industriale del settore chimico
- Davide Auseri: figlio di Pietro Auseri
- Luigi Càrrua: funzionario di polizia, amico del padre di Duca Lamberti
- Alberta Radelli: nome della donna morta
- Maurilia Arbati: amica di Alberta Radelli
- Livia Ussaro: amica di Alberta Radelli
- Lorenza: sorella di Duca Lamberti
- Mascaranti: poliziotto

## Edizioni
- Venere privata, Collana R'66, Milano, Garzanti, 1966,  p. 189.
- Venere privata, Collana Garzanti per tutti · romanzi d'azione n.187, Milano, Garzanti, 1969,  p. 189.
- Venere privata, Collana Gialli Garzanti 100, Milano, Garzanti, 1976,  p. 189.
- Venere privata, Collana Amica-BUR, Milano, Rizzoli, 1988,  p. 189.
- Venere privata, Collana I Garzanti, Milano, Garzanti, 1988,  p. 189.
- Venere privata, in appendice: "Io, Vladimir Scerbanenko", Collana I libri di Giorgio Scerbanenco, Milano, Garzanti, 1988,  p. 252, ISBN 88-11-52030-4.
- Venere privata, prefazione di Luca Doninelli; in appendice: "Io, Vladimir Scerbanenko", Collana Gli Elefanti, Milano, Garzanti, 1998,  p. 252, ISBN 88-11-66856-5.
- Venere privata, Collana Elefanti bestseller, Milano, Garzanti, 2014,  p. 246, ISBN 978-88-11-68772-6.
- Venere privata. La prima indagine di Duca Lamberti, Prefazione di Cecilia Scerbanenco, Collana Oceani, Miano, La nave di Teseo, 2022, ISBN 978-88-346-0788-6.